# 中之島高速鉄道
中之島高速鉄道株式会社（なかのしまこうそくてつどう）は、大阪府大阪市で中之島線を建設・保有するために設立された京阪ホールディングス・大阪市などが出資する第三セクター方式の会社。本社は、大阪市中央区大手前に所在する。

## 概説
中之島に新設された京阪中之島線の建設・保有のために設立された第三セクターで、京阪ホールディングス・大阪府・大阪市・金融機関（日本政策投資銀行、三井住友銀行、中央三井信託銀行、三菱UFJ銀行、みずほ銀行等）ほか合計57社が出資している。本社が京阪電気鉄道と同じ大阪マーチャンダイズ・マートビルにあるほか、代表取締役社長には京阪電気鉄道の役員が就任している。
中之島線は、京阪本線から分岐する形で天満橋駅 - 中之島駅間に建設された。建設は中之島高速鉄道が行い、完成後は中之島高速鉄道が第三種鉄道事業者として線路等の施設を保有し、京阪電気鉄道が第二種鉄道事業者として旅客運送を行う。2003年に着工され、2008年10月19日に開業した。
他にも国土交通省の鉄道駅総合改善事業において補助が受けられる第三セクターとして、龍谷大前深草駅改良工事の事業主体になっている。

## 沿革
- 2001年（平成13年）
  - 7月10日 - 設立。
  - 9月18日 - 大阪府・大阪市から出資を受けて第三セクター化。
- 2008年（平成20年）10月19日 - 中之島線開業。

## 路線
- 京阪中之島線